# Diamantroof Brussels Airport
De diamantroof op Brussels Airport vond plaats op 18 februari 2013, iets voor acht uur 's avonds. Acht gewapende mannen pleegden een overval op een waardetransport van Brink's op Brussels Airport, de nationale luchthaven van België. De veiligheidsfirma was bezig met het laden van goederen aan boord van de vlucht Brussel-Zürich van Brussels Airlines en Swiss International Air Lines. De overvallers maakten voor ongeveer 50 miljoen dollar aan ruwe diamanten buit, afkomstig uit Antwerpen.

## Verloop van de overval
Om 19.47 uur reden de gewapende overvallers met twee voertuigen met blauwe zwaailichten en politiemarkeringen door de omheining, waarin zij een gat geknipt hadden, tot aan het passagiersvliegtuig van Swiss International Air Lines. De veiligheidsfirma Brink's Diamond & Jewelry Services was op dat moment diamanten in het toestel aan het laden. Het personeel en de piloot en copiloot werden bedreigd met machinegeweren. De gemaskerde overvallers, die uniformen droegen die veel leken op politie-uniformen, openden de laaddeuren en namen een lading van zo'n 120 colli's met hoofdzakelijk diamanten mee. Bij de overval raakte niemand gewond en werd er niet geschoten. De overvallers reden daarna weer de startbaan af via de beschadigde omheining. In totaal duurde de overval nog geen vijf minuten.
De twee voertuigen die gebruikt werden voor de overval waren een Mercedes-Benz Vito en een Audi. Beide voertuigen werden in de nacht van donderdag 21 op vrijdag 22 februari uitgebrand teruggevonden in Vilvoorde. Van een eerder teruggevonden uitgebrand voertuig in Zellik, waarvan eerst werd gedacht dat het met de overval te maken had, werd na de vondst van de twee auto's in Vilvoorde vermoed dat het een afleidingsmanoeuvre was.
Brussel Airport meldde dat de overval geen invloed heeft gehad op het andere luchtverkeer. De getroffen vlucht werd geannuleerd.

## Reacties
- Volgens Caroline de Wolf, woordvoerster van de Antwerpse diamantsector, werd niet de volledige lading diamanten gestolen, maar kwam de totale buit wel op ongeveer 50 miljoen Amerikaanse dollar. De gestolen diamanten waren ruwe diamanten, wat de kans op het terugvinden ervan heel klein maakt. Doordat ze ongeslepen waren, stond er op de diamanten nog geen certificaat.[1]
- De Zwitserse luchtvaartmaatschappij Swiss International Air Lines gaf geen commentaar en zei het resultaat van het onderzoek af te wachten.
- De onafhankelijke politievakbond NSPV zei dat de overval bewees dat er dingen mislopen met de beveiliging op de luchthaven en vroeg zich af of het wel goed is dat drie verschillende instanties - de luchtvaartpolitie, Brussels Airport Company en de federale politie - bevoegd zijn voor de veiligheid van de nationale luchthaven.[2]

## Schadevergoeding
De firma Brink's maakte bekend dat zij alle klanten die door de overval werden getroffen, op de hoogte had gebracht en dat zij beschikte over een verzekeringsprogramma dat alle schade zou terugbetalen. Dit heeft wel gevolgen voor de eerstekwartaalcijfers van het bedrijf.
Assuralia, de Belgische beroepsvereniging van verzekeringsondernemingen, meldde in de krant Het Laatste Nieuws dat de verzekeringsmaatschappij van Brink's op haar beurt het verlies zou proberen te verhalen op de luchthaven, als er vastgesteld zou kunnen worden dat deze in gebreke bleef wat veiligheid betreft.

## Onderzoek
Het parket gaf het bevel tot een grondig opsporingsonderzoek. Onderzoekers vermoedden dat de overvallers van binnen uit getipt waren. Het parket meldde dat de hele operatie zeer goed voorbereid was. Het onderzoek werd in handen genomen door de federale gerechtelijke politie onder leiding van onderzoeksrechter Jeroen Burm. Daarbij werd ook samengewerkt met Frankrijk, Zwitserland en Luxemburg.

### Arrestaties
Op 7 en 8 mei 2013 werden in Zwitserland, Frankrijk en België 31 mensen gearresteerd. In Frankrijk werd één verdachte aangehouden, in Zwitserland zes en in België 24. Ook een deel van de gestolen diamanten werden in Zwitserland teruggevonden.
De man die in Frankrijk werd gearresteerd op basis van een Europees aanhoudingsbevel, is Marc Bertoldi, een Fransman van Marokkaanse oorsprong. Hij heeft een zwaar gerechtelijk verleden. Vermoedelijk was hij een van de overvallers. Al enkele dagen na de overval brachten de Marokkaanse inlichtingendiensten de Belgische diensten op het spoor van Bertoldi.
De 24 personen in België werden gearresteerd bij invallen op een veertigtal plaatsen, hoofdzakelijk in de regio Brussel. Tien van de 24 personen waren al gekend bij het gerecht en waren eerder al veroordeeld voor gewapende overvallen. Bij de invallen werd er ook beslag gelegd op grote geldsommen, luxewagens en andere goederen. Van de 24 personen werden uiteindelijk zeven mannen voorgeleid, die aangehouden bleven. In Zwitserland bleven twee verdachten aangehouden, een zakenman en een advocaat.
Speurders vermoeden dat de overvallers eigenlijk geld wilden stelen. Een week vóór de overval werd immers met hetzelfde vliegtuig richting Zürich een grote lading geld vervoerd. Doordat de overvallers echter diamanten roofden, hadden zij te maken met een buit waarmee zij niet goed wisten wat te doen. De zoektocht naar kopers bleef in het milieu niet onopgemerkt en heeft uiteindelijk geleid tot de aanhoudingen.

### Grootte van de buit
Tijdens het onderzoek maakten de Marokkaanse inlichtingendiensten hun vermoedens kenbaar dat de buit van de diamantroof geen 37 miljoen euro zou bedragen, maar veeleer 300 miljoen euro. Marokko vermoedt dat de Antwerpse diamantsector uit commerciële overwegingen de grootte van de buit minimaliseerde. Carine De wolf, woordvoerster van het Antwerp Diamond Center, ontkende dit en zei dat de cijfers gebaseerd zijn op de officiële inventarisatie.

### Verder verloop van het onderzoek
De twee mannen aangehouden in Zwitserland werden naderhand weer vrijgelaten. Ook twee van de zeven mannen die gearresteerd waren in België zijn wegens gebrek aan bewijs vrijgelaten. Het Hof van Cassatie had de verlenging van hun aanhouding verbroken.
Op 4 juli werd de 43-jarige Marc Bertoldi, de Franse hoofdverdachte in het onderzoek, aan België uitgeleverd. Het Franse Hof van Cassatie had zijn verzet tegen uitlevering verworpen. Begin december werd Bartoldi op borg vrijgelaten.
In december werd een nieuwe verdachte, de 43-jarige Nordine A., opgepakt in de zaak. Hij werd voor het eerst op 13 december gearresteerd samen met een andere persoon, na vier huiszoekingen van de Brusselse federale gerechtelijke politie. De twee mannen werden ondervraagd en vrijgelaten, na het afstaan van DNA-materiaal. Voor Nordine A. werd overeenstemming gevonden met DNA-sporen die tijdens het onderzoek gevonden waren. Daarom werd hij op 23 december opnieuw gearresteerd.

## Proces
Op 17 mei 2018 werden de 18 verdachten, behalve Marc Bertoldi, vrijgesproken door de correctionele rechtbank van Brussel. Het parket van Halle-Vilvoorde had gevangenisstraffen van 1 tot 8 jaar geëist tegen de verdachten. Volgens de rechtbank was het bewijs dat het parket aanvoerde onvoldoende om de verdachten schuldig te verklaren. Ook werden de bewarende inbeslagnames door de rechtbank opgeheven. Voor Marc Bertoldi was er nog geen uitspraak; zijn aandeel werd afgesplitst en op een later tijdstip behandeld.
Op 27 juni 2019 werd Marc Bertoldi wél veroordeeld door de correctionele rechtbank van Brussel, maar enkel als mededader aan de diamantroof (en niet als het brein zoals volgens het parket). Bertoldi werd veroordeeld tot 5 jaar gevangenisstraf en een geldboete van 6.000 euro voor lidmaatschap van een criminele organisatie, mededaderschap en witwassen.